# Philippe Lebon
Philippe Lebon d'Humbersin (Brachay, 29 de maio de 1767 — Paris, 1 de dezembro de 1804) foi um engenheiro francês, inventor do gás de rua.

## Vida
Há muita confusão sobre sua vida e realizações. Suas principais contribuições foram melhorias nas máquinas a vapor e na industrialização da extração de gás de iluminação da madeira. Após detalhes publicados em leituras para jovens, Lebon tem sido supostamente assassinado na véspera da cerimônia de coroação de Napoleão, no início de dezembro de 1804. Embora a hora real da morte pareça ser 1º de dezembro às 10h, não há evidências contemporâneas para sustentar a história: documentos legais produzidos pelo Archives Nationales no 150º jubileu de Lebon deixam claro que nem o servo do engenheiro, Euphrasie Hubert, nem o profissional da justiça comprometido com o inventário post mortem mencionaram qualquer circunstância criminal, nem qualquer ferimento no corpo. Joseph Gaudry, sobrinho e herdeiro de Lebon, só menciona rumores familiares em seus escritos de 1856. A correspondência de Lebon durante os últimos meses de sua vida deixa claro que ele vinha sofrendo de doença e falta de assistência médica por semanas antes de sua morte prematura.

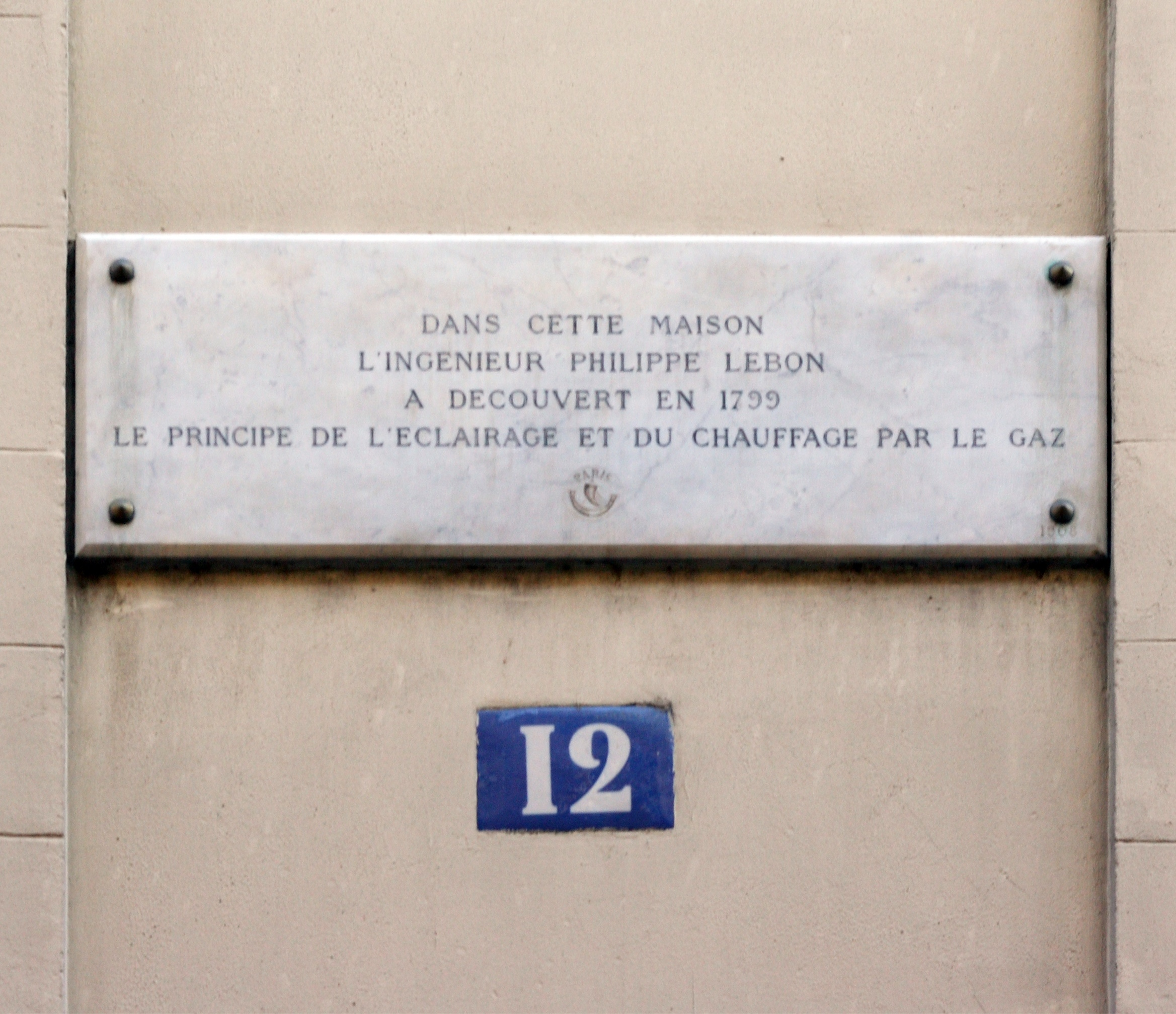
Placa laudatória a Philippe Lebon na casa Nr. 12 da rue Saint-Louis-en-l'Île em Paris

Ele também projetou, embora aparentemente não tenha construído, um motor a gás de madeira. (Não é o primeiro.) Como outros motores antigos, não tinha compressão em seu cilindro principal. Possui três cilindros ligados mecanicamente, cada um de dupla ação, um para comprimir o ar, um para comprimir o gás e um acionado pela mistura queimada. Este motor se assemelha a um motor de combustão interna, mas a combustão na verdade ocorre em uma câmara de combustão separada por válvulas controladas mecanicamente dos cilindros. Isso o torna um motor a vapor funcionando com produtos de combustão em vez de vapor, ou o equivalente a pistão de uma turbina a gás.
A análise de Hardenberg mostra uma eficiência teórica e potência específica muito menor do que as do motor Street anterior, mas isso pressupõe que a válvula de admissão permanece aberta durante todo o curso de potência. Supondo que o inventor tivesse mais em mente do que o que escreveu no papel e, portanto, permitindo a temporização arbitrário das válvulas, seu ciclo termodinâmico idealizado é semelhante ao de uma turbina a gás, que pode ter uma alta taxa de compressão e eficiência relativamente alta. Isso supõe, ao contrário do que Hardenberg parece supor, que a câmara de combustão teria sido grande o suficiente para atuar como um reservatório de pressão. É claro que o lugar de alguém na história depende mais do que se faz e escreve do que do que se pode presumir que pensou. Certamente, todos, mas possivelmente Hardenberg devem ter visto que daria mais espaço para otimização do que o motor Street. As razões pelas quais ele nunca foi usado devem ser os problemas térmicos e mecânicos óbvios, como a perda de calor dos produtos de combustão para as estruturas de contenção.

Em 1801, Philippe Lebon inventou um motor que melhorou o projeto de Robert Steele. Usava gás de carvão inflamado por uma faísca elétrica. Este foi um dos primeiros motores de combustão interna. Embora muito ineficiente, mais tarde seria melhorado, já que a combustão interna é usada em carros modernos.